# Jeroen Straathof
Johannes Nicolaas Maria (Jeroen) Straathof (Zoeterwoude, 18 november 1972) is een voormalig Nederlands langebaanschaatser en baanwielrenner.

## Biografie

### Sportcarrière
Straathof begon zijn sportcarrière als schaatser. In 1992 werd hij wereldkampioen junioren in Warschau. De beste afstand van Straathof was de 1500 meter en de langere afstanden kon hij maar moeilijk behappen. Hierdoor heeft hij slechts eenmaal aan een allround kampioenschap meegedaan. De WK afstanden die in 1996 werden geïntroduceerd waren dan ook een uitkomst voor Straathof. Zo kon hij zich ieder jaar tijdens een groot toernooi meten met 's werelds besten op deze afstand en hoefde hij niet meer vier jaar te wachten voordat de volgende Olympische Winterspelen werden georganiseerd. Bij de eerste WK Afstanden in Hamar was het meteen raak en werd hij de eerste 1500 meter wereldkampioen. Deze prestatie heeft hij daarna niet meer kunnen evenaren noch benaderen.
In 1998 deed Straathof voor het eerst mee met een wereldkampioenschap baanwielrennen en wel als piloot van de visueel gehandicapte Jan Mulder. Tijdens dat toernooi werden ze tweede op de 4 km achtervolging tandem. Op dit onderdeel werden Straathof en Mulder kampioen tijdens het Europees kampioenschap in 1999 en de Paralympics in 2000 in Sydney. Straathof heeft ook meegedaan aan de 4 km teamachtervolging en reed deze discipline ook tijdens de Olympische Zomerspelen van 2004 in Athene, een vijfde plek. Daarmee is Straathof de allereerste sporter ter wereld die actief is geweest op de Olympische Zomer- en Winterspelen en de Paralympics.

### Na sportcarrière
Sinds januari 2005 is Straathof lid van de Atleten Commissie van het NOC*NSF, vanaf 2010 als voorzitter. Sindsdien is hij ook werkzaam voor Right to Play. Dit is een project van de Verenigde Naties mede opgezet door de Noorse schaatser Johann Olav Koss. Daarnaast is Straathof als vertegenwoordiger van de vier Leidse ijssportverenigingen betrokken bij de realisatie van een schaatshal met een ijsbaan van 250 meter in Leiden. Met ingang van 1 januari 2020 wordt Straathof topsportdirecteur van de Vlaamse Schaatsunie (VLSU).

## Persoonlijk
Hij is een neef van voormalig schaatsster Judith Straathof.

## Langebaanschaatsen

### Persoonlijke Records
| Afstand      | Tijd     | Datum            | Baan       |
| ------------ | -------- | ---------------- | ---------- |
| 500 meter    | 36,26    | 19 maart 2000    | Calgary    |
| 1000 meter   | 1.10,76  | 18 maart 2000    | Calgary    |
| 1500 meter   | 1.47,76  | 19 februari 1999 | Calgary    |
| 3000 meter   | 3.51,87  | 15 augustus 1998 | Calgary    |
| 5000 meter   | 6.53,82  | 4 december 1994  | Heerenveen |
| 10.000 meter | 14.48,80 | 29 december 1993 | Heerenveen |

### Resultaten
| Jaar | NK Afstanden | NK Sprint | Olympische Spelen | WK Afstanden | WK Allround | WK Sprint | WK Junioren |
| ---- | ------------ | --------- | ----------------- | ------------ | ----------- | --------- | ----------- |
| 1992 |              |           |                   |              |             |           | Goud        |
| 1993 | 1500m        |           |                   |              |             |           |             |
| 1994 |              |           | 9e 1500m          |              | -           | -         |             |
| 1995 | 1500m        |           |                   |              | NC13        | -         |             |
| 1996 | 1500m        |           |                   | 1500m        | -           | -         |             |
| 1997 |              |           |                   | 5e 1500m     | -           | -         |             |
| 1998 |              |           | -                 | 7e 1500m     | -           | -         |             |
| 1999 | 1500m        |           |                   | -            | -           | -         |             |
| 2000 | 1500m        |           |                   | -            | -           | -         |             |
| 2001 | 500m · 1000m | Brons     |                   | 15e 1500m    | -           | 38e       |             |

- = geen deelname
NC13 = niet gekwalificeerd voor de laatste afstand, maar wel als 13e geklasseerd in de eindrangschikking

#### Medaillespiegel
| kampioenschap     | goud | zilver | brons |
| ----------------- | ---- | ------ | ----- |
| Olympische Spelen | 0    | 0      | 0     |
| WK Afstanden      | 1    | 0      | 0     |
| WK Allround       | 0    | 0      | 0     |
| WK Sprint         | 0    | 0      | 0     |
| WK Junioren       | 1    | 0      | 0     |

## Wielrennen

### Resultaten
Baanwielrennen (als piloot op tandem), 4 kilometer achtervolging
- WK 1998 2e
- EK 1999 Europees kampioen
- PS Sydney 2000 Paralympisch kampioen

Baanwielrennen, 4 kilometer achtervolging
- WK 2002 7e
- WK 2003 9e
- WK 2004 4e
- OS Athene 2004 5e